# ジョーゼフ・E・ジョンソン
ジョーゼフ・エスリー・ジョンソン（Joseph Esrey Johnson、1895年4月30日 - 1990年10月24日）は、アメリカ合衆国の官僚。国務省や国際連合に勤務した。
ヴァージニア州にて出生。ハーヴァード大学で学んだ。ボウディン大学とウィリアムズ大学で歴史学の講師を務め、1938年にウィリアムズ大学の准教授となった。戦時中の1942年、国務省に入省。1944年から国際安全保障部長代理を務め、1945年に部長となった。
1950年から1971年まで、カーネギー国際平和基金理事長。1950年代初頭、世界平和財団評議員。1954年から、欧州と米国の関係についての問題を議論するビルダーバーグ会議における、米国の幹事に就任。
1965年から1981年まで、国際戦略研究所副理事長。